# Nove Jîttea, Volodarka
Nove Jîttea (în ucraineană Нове Життя) este un sat în comuna Lobaciv din raionul Volodarka, regiunea Kiev, Ucraina.

## Demografie
Componența lingvistică a localității Nove Jîttea
     Ucraineană (97,22%)
     Rusă (2,78%)
Conform recensământului din 2001, majoritatea populației localității Nove Jîttea era vorbitoare de ucraineană (97,22%), existând în minoritate și vorbitori de rusă (2,78%).